# Ólafur Egilsson
Pour les articles homonymes, voir Egilsson.
Ólafur Egilsson (né en 1564 et mort le 1er mars 1639) est un ministre luthérien islandais. En 1627, il a été enlevé, avec son épouse et ses deux fils, par des corsaires barbaresques d'Alger et  Salé, lors de leur raid sur l'île de Vestmannaeyjar. Le raid est connu dans l'histoire islandaise comme le Tyrkjaránið.
Il a pu rentrer à Vestmannaeyjar en 1628, mais sa femme Ásta Þorsteinsdóttir n'est pas revenue avant 1637, et ses fils ne sont jamais rentrés. Plus tard, il a écrit un mémoire de son enlèvement qui a été publié à la fois en Islande et au Danemark.